# Pseudhirundo griseopyga
Pseudhirundo griseopyga là một loài chim trong họ Hirundinidae.